# Alvin et les Chipmunks (série de films)

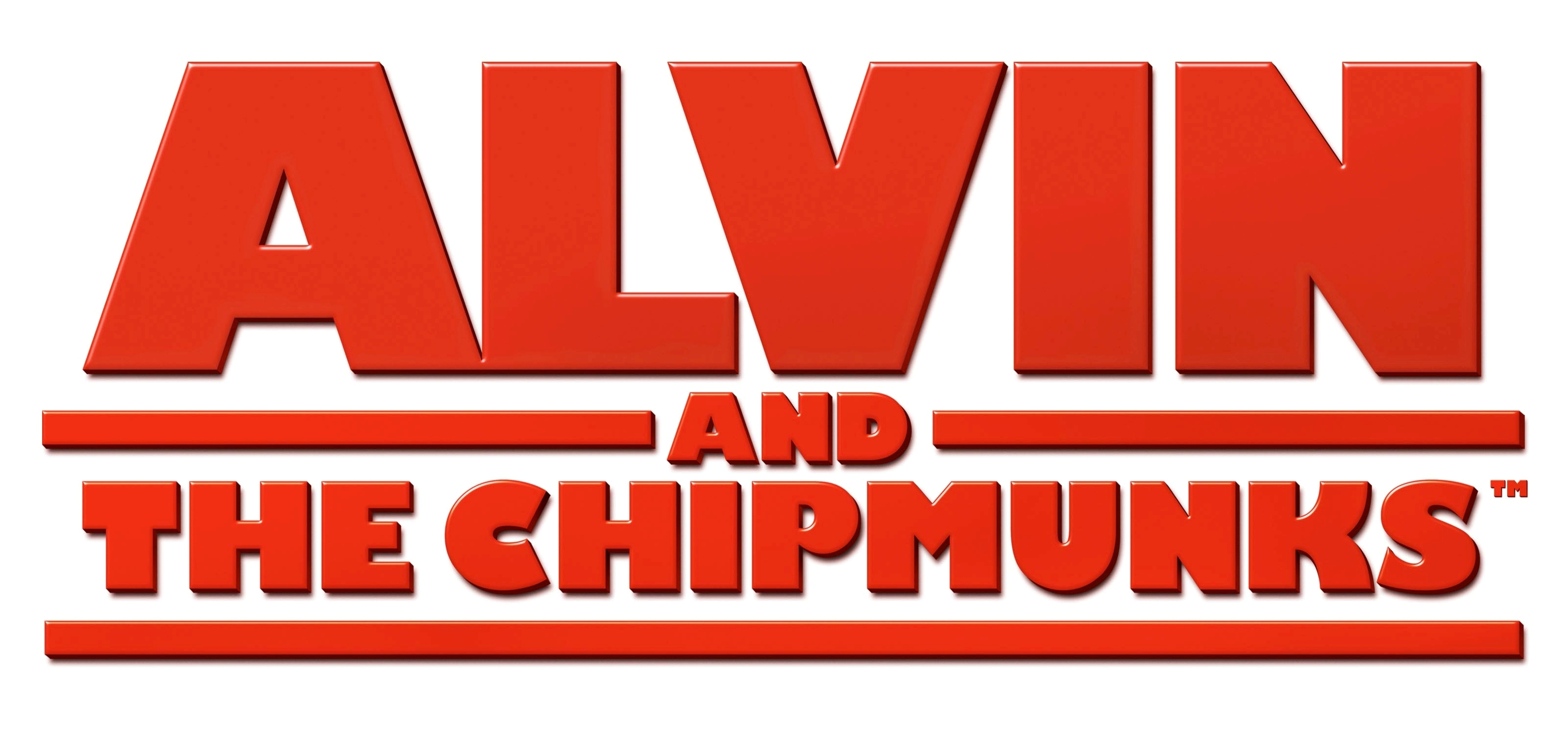
Alvin et les Chipmunks (2007)

Le groupe de chant d'animation fictif Alvin et les Chipmunks créé par Ross Bagdasarian est apparu dans huit longs métrages depuis leurs débuts.

## Films

### Les Aventures des Chipmunks(1987)
Lorsque David Séville part en voyage d'affaires en Europe, les Chipmunks, Alvin, Simon et Theodore, sont laissés à la maison avec leur baby-sitter, Mlle Beatrice Miller. Alors que les trois jouent à un jeu d'arcade autour du monde en trente jours avec les Chipettes, Alvin et Brittany se disputent pour savoir qui gagnerait une véritable course autour du monde, puisque la Bretagne a battu Alvin dans le jeu vidéo. Claudia et Klaus Furschtein surprennent la conversation et approchent les enfants, leur disant qu'ils leur fourniront les moyens d'une véritable course autour du monde en montgolfière, le gagnant recevant 100 000 $.

### Alvin et les Chipmunks contre Frankenstein(1999)
Lorsque les Chipmunks font une pause dans leur concert, ils se perdent et finissent par se retrouver enfermés dans le parc. Ils trouvent leur chemin vers l'attraction "Frankenstein's Castle", où un vrai Dr. Victor Frankenstein travaille sur son monstre. Le monstre prend vie et le médecin l'envoie à la poursuite des Chipmunks. Dans leur fuite, le monstre récupère l'ours en peluche de Théodore. Maintenant, c'est aux Chipmunks de récupérer son ours en peluche et de faire quelque chose au monstre.

### Alvin et les Chipmunks contre le loup-garou(2000)
Quand Alvin a des cauchemars de rencontrer l'homme-loup, ce qui l'a amené à se réveiller en hurlant d'horreur, Simon et Dave concluent qu'Alvin a regardé trop de films d'horreur la nuit. Alvin dit que c'est parce que leur nouveau voisin, Lawrence Talbot, le fait peur et spécule qu'il cache quelque chose. Théodore a des problèmes avec Nathan, un tyran, et n'ira pas demander de l'aide au directeur, qui envisage de prendre sa retraite en raison des accidents quotidiens d'Alvin; Cependant, Alvin le défend.

### Little Alvin and the Mini-Munks(2003)
La-Lu, une amie de David Séville, a placé une banderole disant "Bienvenue Chipmunks" sur le porche de son chalet magique. Une de ses amies, Gilda (un cacatoès pessimiste qui parle) pense qu'avoir des enfants est une mauvaise idée. PC (une grenouille qui parle décontractée avec un accent de surfeur qui croit qu'il est à un baiser d'être Prince Charmant) dit que sa mère avait l'habitude de dire "rien ne réchauffe une maison comme le rire des enfants". Dave arrive avec Alvin, Brittany, Simon, Jeanette, Theodore et Eleanor. Dave a besoin du week-end pour lui-même pour écrire une nouvelle chanson, et La-Lu est heureuse d'avoir cinq enfants d'âge préscolaire et un bébé rester avec elle et ses amis. Sam et Lou, deux gaufres, rapportent aux téléspectateurs à la maison les sentiments que les personnages éprouvent en allant dans leur tête et en regardant une manifestation visuelle intérieure abstraite de ce que les personnages pensent et / ou ressentent. Alvin n'aime pas que Dave soit parti, et La-Lu explique qu'elle a ressenti la même chose quand elle était petite et le rassure que Dave reviendra bientôt pour lui et les autres.

### Alvin et les Chipmunks(2007)
Dans une plantation d'arbres, trois tamias à tendance musicale, Alvin (Justin Long), le trublion espiègle, Simon (Matthew Gray Gubler), l'intelligent du trio, et Theodore (Jesse McCartney) le tamia potelé et amoureux, trouvent leur arbre abattu et sont transportés à Los Angeles. Une fois sur place, ils rencontrent l'auteur-compositeur frustré David Seville (Jason Lee) et, malgré une mauvaise première impression de démolition, ils l'impressionnent par leur talent de chanteur. Voyant l'opportunité de réussir, les humains et les tamias concluent un pacte pour qu'ils chantent ses chansons. Bien que cette ambition prouve une lutte frustrante avec le trio difficile, le rêve se réalise après tout. Cependant, ce succès présente ses propres épreuves car leur responsable du disque sans scrupules, Ian Hawke (David Cross), envisage de briser cette famille pour exploiter les garçons. Dave et les Chipmunks peuvent-ils découvrir ce qu'ils apprécient vraiment au milieu du glamour superficiel qui les entoure?

### Alvin et les Chipmunks 2(2009)
Les sensations pop Alvin (Justin Long), Simon (Matthew Gray Gubler) et Theodore (Jesse McCartney) se retrouvent entre les mains de Toby (Zachary Levi), cousin de Dave Seville (Jason Lee) dans la vingtaine. Les garçons doivent mettre de côté la super célébrité de la musique pour retourner à l'école et sont chargés de sauver le programme de musique de l'école en remportant le prix de 25 000 $ dans une bataille de groupes. Mais les Chipmunks rencontrent de manière inattendue leur match dans trois tamias chantants connus sous le nom de Chipettes - Brittany (Christina Applegate), Jeanette (Anna Faris) et Eleanor (Amy Poehler). Des étincelles romantiques et musicales sont allumées lorsque les Chipmunks et les Chipettes s'affrontent.

### Alvin et les Chipmunks 3(2011)
Dave (Jason Lee), les Chipmunks et les Chipettes s'amusent et s'amusent lors d'une croisière de luxe avant que leurs vacances en mer ne prennent un détour inattendu vers une île inconnue. Maintenant, plus Alvin (Justin Long) et ses amis cherchent un moyen de revenir à la civilisation, plus il devient évident qu'ils ne sont pas seuls sur cette île paradisiaque isolée.

### Alvin et les Chipmunks: À fond la caisse(2015)
A travers une série de malentendus, Alvin (Justin Long), Simon (Matthew Gray Gubler) et Theodore (Jesse McCartney) en viennent à croire que Dave (Jason Lee) va proposer à sa nouvelle petite amie Samantha de l'épouser à Miami… et les larguer. Ils ont trois jours pour l'atteindre et arrêter la proposition, se sauvant non seulement de la perte de Dave, mais peut-être de gagner un terrible demi-frère, Miles, le fils de Samantha .